# Russula robertii
Russula robertii är en svampart som beskrevs av J. Blum 1954. Russula robertii ingår i släktet kremlor och familjen kremlor och riskor.   Inga underarter finns listade i Catalogue of Life.